# Harry Anslinger
Harry J. Anslinger (ur. 20 maja 1892 w Altoona, zm. 14 listopada 1975 tamże) – amerykański urzędnik państwowy, pierwszy dyrektor Federalnego Biura ds. Narkotyków w Departamencie Skarbu USA.

## Życiorys
Był potomkiem emigrantów ze Szwajcarii. Uczył się w szkołach w Altoona i w Pennsylvania State College (1913–1915), później studiował prawo w Washington College. Od 1918 pracował w dyplomacji, był na placówkach m.in. w Holandii, Hamburgu, Wenezueli (1923–1926), był konsulem USA w Nassau (1926–1930). Od sierpnia 1930 do maja 1962 był pierwszym dyrektorem Federalnego Biura ds. Narkotyków w Departamencie Skarbu USA.
Odgrywał dominującą rolę w kształtowaniu amerykańskiej polityki dotyczącej używek innych niż alkohol etylowy i tytoń. Od początku opowiadał się za skrajnie surowymi karami za posiadanie narkotyków i handel nimi. Bezwzględnie sprzeciwiał się "edukacji" o realiach używania narkotyków, twierdząc, że to zachęciłoby do "młodzieńczych eksperymentatorów". Twierdził, że wszystkie "narkotyki", niezależnie czy chodzi o marihuanę, czy o morfinę, są jednakowo niebezpieczne. Był znany ze swojego rasizmu i z nienawiści do marihuany. Zainicjował propagandową kampanię wymierzoną w marihuanę, w tym wyprodukowanie w latach 30. wielu filmów skrajnie demonizujących skutki używania marihuany, m.in. Reefer Madness (1936), a także opublikowanie wielu artykułów na temat "największych niebezpieczeństw" związanych z marihuaną. Dokładał wszelkich wysiłków, by wykazać związek używania marihuany z przestępczością, zapadalnością na choroby psychiczne i "złym" zachowaniem. Twierdził, że używanie marihuany prowadzi do wzrostu liczby morderstw, gwałtów i kradzieży i że pod wpływem marihuany białe kobiety są skłonne do uprawiania seksu z czarnoskórymi mężczyznami. W głównej mierze przyczynił się do uchwalenia przez Kongres Marijuana Tax Act - delegalizacji marihuany w USA w 1937.
Gdy w 1939 burmistrz Nowego Jorku Fiorello La Guardia, nie wierzący w propagandę Anslingera, zlecił Nowojorskiej Akademii Medycznej szczegółowe badania nad działaniem marihuany, i po kilku latach ukazały się ich wyniki, z których wynikało, że zażywanie marihuany nie powoduje uzależnienia klinicznego, skłonności do przestępczości ani nie prowadzi do uzależnienia od innych narkotyków, Anslinger publicznie dyskredytował autorów raportu, zarzucając im, że ich dokument jest "nienaukowy".
W 1962 otrzymał dymisję i wycofał się z życia publicznego.